# Aittokoski (fors i Norra Karelen)
Aittokoski är en fors i Finland.   Den ligger i landskapet Norra Karelen, i den östra delen av landet, 500 km nordost om huvudstaden Helsingfors. Aittokoski ligger 128 meter över havet.
Terrängen runt Aittokoski är huvudsakligen platt. Aittokoski ligger nere i en dal. Runt Aittokoski är det mycket glesbefolkat, med 3 invånare per kvadratkilometer. I omgivningarna runt Aittokoski växer i huvudsak barrskog.